# 巯基乙酸钙
巯基乙酸钙，又称硫代乙醇酸钙，是一类化合物，为巯基乙酸形成的钙盐，常见的有两种。

## 巯基乙酸钙 1:1

### 制备
氯乙酸钠和硫脲反应，得到异硫脲代乙酸，再与氢氧化钙反应得到产物：
HN=C(NH2)-S-CH2COOH + Ca(OH)2 → CaSC2H2O2（见结构式）·3H2O + H2NCN

### 用途
巯基乙酸钙(1:1)用于皮肤或皮革的脱毛剂。

## 巯基乙酸钙 2:1

### 性质
巯基乙酸钙(2:1)可溶于水，微溶于乙醇，难溶于乙醚、苯。在220℃分解。